# Elias Mahlangu
Elias Mahlangu, född 1881, död 1960[källa behövs], var en sydafrikansk evangelist som 1917 grundade pingstkyrkan Zion Apostolic Church of South Africa (ZACSA).
Han tillhörde den krets kring Pieter L le Roux som tidigare varit med om att bilda Zionist Apostolic Church, en avläggare till amerikanska Christian Catholic Church. Mahlangu och le Roux var också med om att 1908 bilda Apostolic Faith Mission of South Africa, under ledning av de amerikanska missionärerna John G Lake och Thomas Hezmalhalch.
1910 fick Mahlangu döpa Engenas Lekganyane i Johannesburg.
Lekganyane och Edward Lion följde Mahlangu när denne bildade ZACSA.
Men snart uppstod meningsskiljaktigheter mellan de tre sedan Mahlangu börjat kräva av sina anhängare att man skulle bära vita mantlar, undvika att raka sig och ta av sig skorna i kyrkorummet.
Lion och Lekganyane bröt 1920 med Mahlangu och bildade Zion Apostolic Faith Mission. 